# Online-Personalisierung von Terminals
Unter Online-Personalisierung von Terminals (OPT) versteht man ein Verfahren zur sicheren Einbringung von kritischen bzw. sensiblen Daten (z. B. Schlüsseln) an Geldautomaten, POS-Terminals, Kontoauszugsdruckern und Selbstbedienungsterminals. Es wurde durch den Zentralen Kreditausschuss (ZKA; heute Die Deutsche Kreditwirtschaft) im Rahmen der GeldKarte standardisiert.
Kritische Daten können sein:
- kryptographische Schlüssel (zur Ablage und zur Nutzung im Encrypting PIN Pad)
- Kontodaten für Geldkarten-Operationen
- Software-Updates

und werden im OPT-Standard des ZKA als Personalisierungs-Elemente bezeichnet.
Die OPT-Transaktionen zwischen diesen Terminals und der Personalisierungsstelle bestehen aus Nachrichten gemäß ISO-8583-Standard, erweitert um die nationalen Belange des ZKA. Die Nachrichten sind kryptographisch gesichert, d. h. Schlüssel werden nur 3DES verschlüsselt übertragen und die Nachrichten-Integrität wird über einen Message Authentication Code gesichert.
Die Personalisierungsstelle muss ein kryptographisches Hardware-Sicherheitsmodul einsetzen.